# 图巴塔哈群礁
图巴塔哈群礁（Tubbataha Reef）是坐落于菲律宾苏禄海的一处珊瑚环礁。菲律宾设置了图巴塔哈群礁国家海洋公园作为海洋保护区。在世界自然新七大奇迹的竞选中，图巴塔哈群礁曾被提名。

## 地名语源
“图巴塔哈”（tubbataha）这个词由tubba和taha两个词组成，意思是：“在退潮时裸露的长礁”。

## 地理

### 地质地理
图巴塔哈群礁位于巴拉望省普林塞萨港东南98海里外（181公里）的苏禄海中。整个礁群由被一道8公里（5英里）长的海峡分隔开的两个珊瑚环礁组成。南边的环礁较小，长5公里。宽3公里；而北部较大的环礁长达16公里，宽5公里。两个珊瑚环礁各自形成一个突出水面的小岛。
在这些礁与岛上，并没有永久居民，但北礁設有保育據點供保育員駐守。渔民季节性地来此捕鱼，并在小岛上建立起避难所。现今公园对旅客开放，来此潜水的游客络绎不绝。从3月中旬至7月中旬，游人们通过船只来到图巴塔哈群礁海洋公园游览——海洋公园每天有12个小时与普林塞萨港通航。巴塔哈群礁被认为是菲律宾最好的潜水地点，每逢“图巴塔哈季”运营的潜水专用船往往在亚洲复活节假期或黄金周就被人们提前预订。
图巴塔哈群礁因其著名的“珊瑚墙”而成为流行的季节性的潜水运动的地点。所谓“珊瑚墙”，描述的是其潜礁与深沟比邻的现象，海沟的沟壁便成了竖立的墙。这些珊瑚还是各种色彩斑斓的鱼类的栖息地：锤头鲨鱼、梭鱼、蝠鲼、手掌大小的镰鱼、鹦鹉鱼和鳗鱼等将珊瑚作为良好的避难所。濒危物种玳瑁海龟也在图巴塔哈的珊瑚中筑巢。

### 生态
超过1000种物种在图巴塔哈群礁内栖息，有许多种类已被确定为濒危生物。已发现的动物包括了蝠鲼，狮子鱼，海龟，小丑鱼，和鲨鱼等等。
珊瑚覆盖了整个区域的三分之二，许多海洋生物生活在环绕岛礁的水域中。这里有350多种珊瑚与500多种鱼类，丰富多样的生态环境可以媲美澳大利亚的大堡礁。2009年6月，图巴塔哈群礁爆发了棘冠海星灾害，有可能影响这种相对原始的珊瑚礁生态功能。
除了作为一个海洋生物的避难所，图巴塔哈也是一个著名的鸟类保护区。在南部环礁的一个灯塔小岛上居住着大量海鸟。而在图巴塔哈群礁周围，数以万计的红脚鲣鸟、燕鸥、军舰鸟会在每年的迁徙期间来此休息。为了尽量减少任何外来的干扰，菲律宾海岸警卫队在几个常驻的沙洲中的一个上建立了小型监测站。

## 保护
图巴塔哈群礁国家海洋公园在1988年8月11日被建立于苏禄海中部，面积为332平方公里（82000亩）。2006年，菲律宾总统格洛丽亚·马卡帕加尔-阿罗约通过了一项行政命令，将国家海洋公园的面积增加了200%，面积增至968.24平方公里（239,000亩），而且有武装每周七天全天候执勤。
1993年，图巴塔哈群礁入选联合国教科文组织的世界遗产名列，由菲律宾国防部负责保护与管理。巴拉望可持续发展委员会、环境与自然资源部负责技术监督。行政上，图巴塔哈隶属于巴拉望省卡盖安思洛镇的一部分。另外，在世界自然新七大奇迹的竞选中，图巴塔哈群礁曾获得提名。

## 世界遺產登錄
该世界遗产被认为满足世界遺產登錄基準中的以下基準而予以登錄：
- （vii）包含出色的自然美景与美学重要性的自然现象或地区。
- （ix）在陆上、淡水、沿海及海洋生态系统及动植物群的演化与发展上，代表持续进行中的生态学及生物学过程的显著例子。
- （x）拥有最重要及显著的多元性生物自然生态栖息地，包含从保育或科学的角度来看，符合普世价值的濒临绝种动物种。